# Санта-Хуана (Чили)
Санта-Хуана (исп. Santa Juana) — город в Чили. Административный центр одноимённой коммуны. Население — 7095 человек (2002). Город и коммуна входит в состав провинции Консепсьон и области Био-Био.
Территория коммуны — 731,2 км². Численность населения — 13 193 жителя (2007). Плотность населения — 18,04 чел./км².

## Расположение
Город расположен в 41 км юго-западнее административного центра области — города Консепсьон.
Коммуна граничит:
- на севере — с коммуной Коронель;
- на северо-востоке — с коммунами Уальки, Сан-Росендо;
- на востоке — с коммуной Лаха;
- на юго-востоке — с коммуной Насимьенто;
- на юго-западе — с коммуной Куранилауэ;
- на западе — с коммунами Лота, Арауко.

## Демография
Согласно сведениям, собранным в ходе переписи Национальным институтом статистики, население коммуны составляет 13 193 человека, из которых 6539 мужчин и 6654 женщины.
Население коммуны составляет 0,67 % от общей численности населения области Био-Био. 42,75 % относится к сельскому населению и 57,25 % — городское население.